# Cheghābaleh-e Hūmīān
Cheghābaleh-e Hūmīān (persiska: چغابله, Chīābaleh, Cheghābaleh, چغابله هومیان) är en ort i Iran.   Den ligger i provinsen Lorestan, i den västra delen av landet, 400 km sydväst om huvudstaden Teheran. Cheghābaleh-e Hūmīān ligger 1 523 meter över havet och antalet invånare är 104.
Terrängen runt Cheghābaleh-e Hūmīān är huvudsakligen kuperad, men åt nordost är den bergig.Runt Cheghābaleh-e Hūmīān är det ganska tätbefolkat, med 52 invånare per kvadratkilometer. Närmaste större samhälle är Kūhdasht, 16,3 km söder om Cheghābaleh-e Hūmīān. Omgivningarna runt Cheghābaleh-e Hūmīān är i huvudsak ett öppet busklandskap.